# Donato Anzivino
Donato Anzivino (Campomarino, 19 gennaio 1955) è un allenatore di calcio ed ex calciatore italiano, di ruolo difensore.

## Caratteristiche tecniche
Giocava come terzino destro.

## Carriera

### Giocatore
Ha vissuto con la maglia dell'Ascoli per gran parte della sua carriera. Arrivò nella città picena a diciannove anni, proveniente dalla Pro Vasto. Il suo esordio in Serie A avvenne in Ascoli-Inter (2-0) del 18 aprile 1976. Con la maglia bianconera seppe disimpegnarsi per nove stagioni, sette di Serie A. Nella stagione 1978-1979 realizzò il gol decisivo in Ascoli-Atalanta.
Nel campionato 1980-1981 si rese protagonista di due autoreti nelle prime due giornate a favore rispettivamente di Bologna e Napoli. Dal 1984 al 1988 gioca nel Campobasso. Nel 1988 -1989 è allenatore - giocatore al Termoli

### Allenatore
Da allenatore, oltre alle stagioni in Promozione e in Eccellenza con la Pro Vasto, è stato alla guida della Nocerina in Serie C1 e ancora con la Pro Vasto in Serie C2., Castrovillari , Val di Sangro e Guardiagrele
Nel 2007 è al Termoli, Nel 2012 viene ingaggiato dal Borrello, dove milita per oltre due anni, portandolo dalla Prima Categoria all'Eccellenza; nel 2016 vive una breve parentesi sulla panchina del Sambuceto, in Eccellenza abruzzese, dove raccoglie 14 punti in 12 giornate e viene esonerato a 3 partite dal termine del campionato. Nell'agosto 2016 è ingaggiato dallo Sporting Casolana, neopromossa nel campionato di promozione abruzzese. Alla prima stagione raggiunge la salvezza dopo i play out disputati contro il Silvi e vinti per 1 a 0. La seconda stagione alla guida dei gialloblù casolani è più tranquilla e si conclude con la salvezza anticipata, al termine di un campionato positivo, soprattutto nel girone di ritorno. Nel 2011 è alla Virtus San Paolo, Dal 2015 è alla guida delle giovanili della Virtus Vasto, nel 2019 è nelle giovanili della Vastese

## Palmarès

### Giocatore

#### Competizioni nazionali
- Serie B: 1

Ascoli: 1977-1978
- Torneo di Capodanno: 1

Ascoli: 1980-1981

#### Competizioni internazionali
- The Red Leaf Cup: 1

Ascoli: 1980

### Allenatore

#### Competizioni regionali
- Promozione: 2

Pro Vasto: 1997-1998
Borrello: 2013-2014
- Eccellenza: 1

Pro Vasto: 1998-1999